# Cathedra acuminata
Cathedra acuminata là một loài thực vật có hoa trong họ Olacaceae. Loài này được (Benth.) Miers mô tả khoa học đầu tiên năm 1859.